# Камарон-де-Техеда (муниципалитет)
Камарон-де-Техеда (исп. Camarón de Tejeda) — муниципалитет в Мексике, штат Веракрус, расположен в Горном регионе штата. Административный центр — город Камарон-де-Техеда.

## История
В колониальное время здесь находилась асьенда Камарон. В 1863 году здесь состоялось сражение при Камероне, в котором рота французского Иностранного легиона противостояла двум тысячам мексиканцев. Впоследствии к названию «Камарон» была добавлена фамилия губернатора штата Веракрус Сиксто Адальберты Техеды-Оливареса.

## Состав
В 2005 году в муниципалитет входило 30 населённых пунктов. Крупнейшие из них:
| Русское название       | Испанское название     | Население, 2010 год |
| Всего в муниципалитете | Всего в муниципалитете | 6224                |
| Камарон-де-Техеда      | Camarón de Tejeda      | 2106                |
| Ринкон-де-Баррабас     | Rincón de Barrabás     | 1110                |
| Ла-Местиса             | La Mestiza             | 640                 |
| Мата-де-Агуа           | Mata de Agua           | 429                 |
| Сан-Агустин            | San Agustín            | 322                 |